# 公子友 (郳國)
公子友（?—?），曹姓，顏氏，名友，一名肥，是西周諸侯國郳国开国君主。其父是邾国第七代君主邾武公夷甫，字颜，对周朝王室有功，儿子公子友被另封至郳国，以邾武公的字颜为氏。